# 733
سنة 733 م كانت سنة بسيطة تبدأ يوم الخميس (الرابط يظهر نموذج التقويم الكامل للسنة) من التقويم اليولياني. بدأت تسمية السنة ب733 منذ العصور الوسطى المبكرة، عندما أصبح تقويم أنو دوميني هو الأسلوب السائد في أوروبا لتسمية السنوات.

## مواليد
- الإمبراطور جونين

## وفيات
- عبد الله بن بريدة تابعي، وأحد رواة الحديث النبوي، وقاضي مرو